# Billard italien

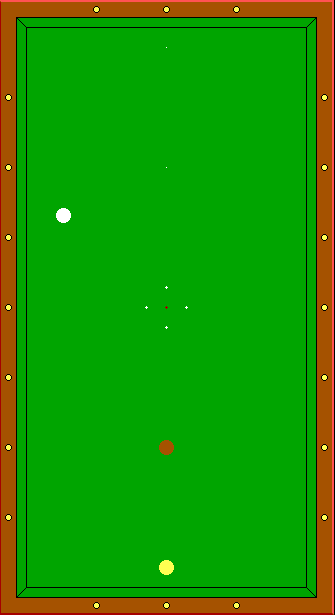
Disposition du cinq quilles

Le billard italien ou cinq quilles est une variante du billard français populaire en Italie et dans certains pays d’Amérique latine.
Comme toute variante du billard français, les joueurs ont un nombre de points à atteindre pour gagner la partie « 60 points ».

## Principe du jeu
Cinq quilles de 25 mm de haut, une rouge et quatre blanches, sont placées sur la table à des endroits déterminés, l’ensemble formant une croix appelée château.
Le joueur joue un seul coup puis passe la main à son adversaire.
Points de quille :
- Quille centrale : 4 points ;
- Quille latérale : 2 points ;
- Quille centrale seule : 10 points.

Points de carambolage :
- La bille de jeu sur la bille adverse puis sur la rouge : 4 points ;
- Carambole de type casin : 3 points.

Le nombre de points attribués par coup est l’addition des figures réalisées.
Une faute est sanctionnée par l’attribution à l’adversaire de 2 points de faute + les points de quilles et/ou bille rouge éventuellement réalisés sur ce coup. En plus de cette pénalité, l’adversaire bénéficie d’une « bille libre ».

## Championnat mondial de billard italien pour les équipes nationales

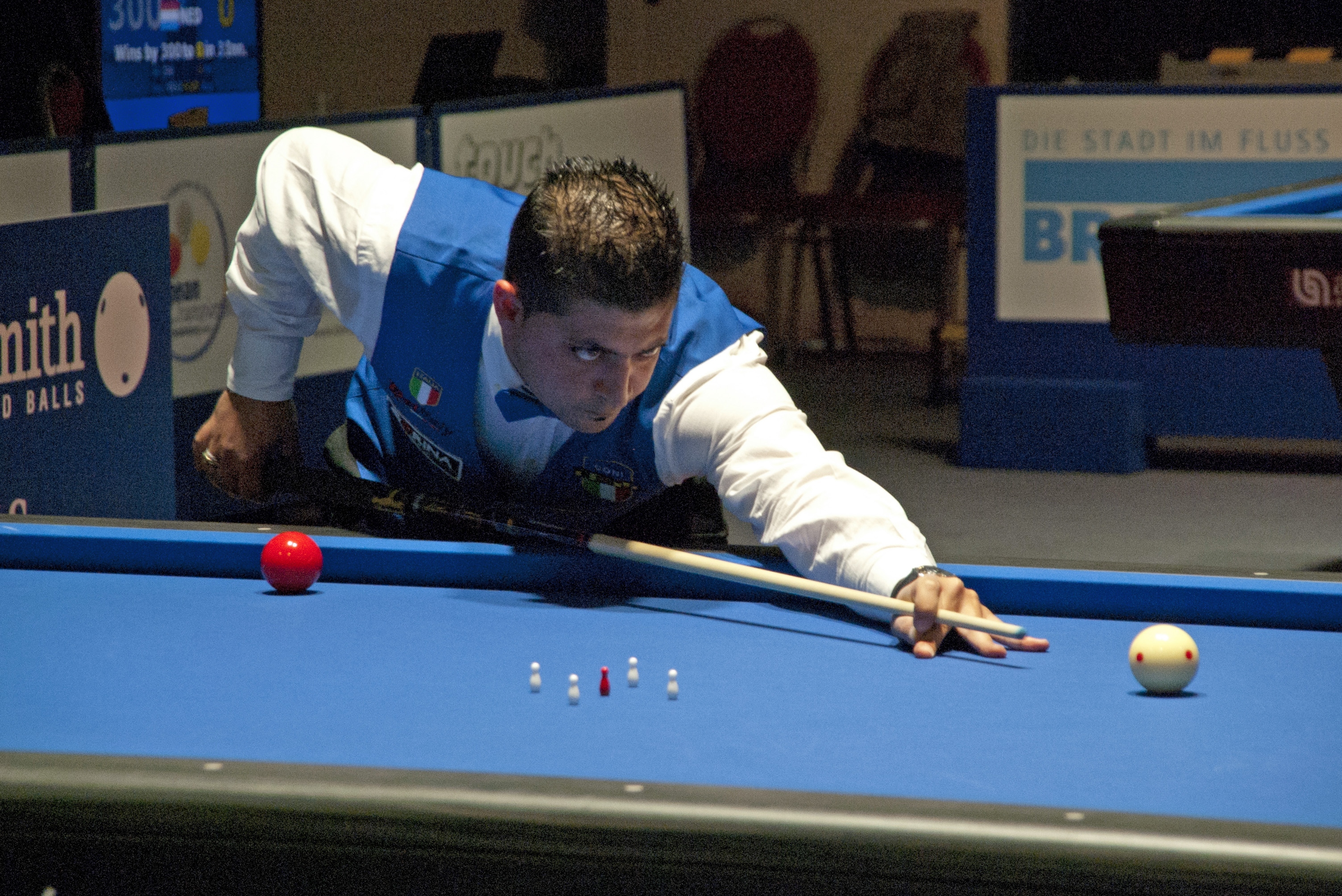
Billard italien avec cinq quilles (au centre).

| Édition | Année | Localité      | Pays     | Vainqueur |
| 1re     | 2019  | Lugano        | Suisse   | Italie    |
| 2e      | 2023  | Hall in Tirol | Autriche | Italie    |

## Championnat mondial de billard italien
| Édition | Année | Localité      | Pays      | Vainqueur                  | Nationalité |
| 1re     | 1965  | Santa Fé      | Argentine | Manuel Gomez (billard)     | Argentine   |
| 2e      | 1968  | Bell Ville    | Argentine | Anselmo Berrondo           | Uruguay     |
| 3e      | 1975  | Campione      | Italie    | Domenico Acanfora          | Italie      |
| 4e      | 1978  | Bell Ville    | Argentina | Ricardo Fantasia           | Argentine   |
| 5e      | 1979  | Pesaro        | Italie    | Attilio Sessa              | Italie      |
| 6e      | 1980  | Necochea      | Argentine | Nestor Osvaldo Gomez       | Argentine   |
| 7e      | 1982  | Loano         | Italie    | Nestor Osvaldo Gomez       | Argentine   |
| 8e      | 1983  | Marcos Juárez | Argentine | Miguel Angel Borrelli      | Argentine   |
| 9e      | 1985  | Spoleto       | Italie    | Giampiero Rosanna          | Italie      |
| 10e     | 1987  | Milan         | Italie    | Carlo Cifalà               | Italie      |
| 11e     | 1989  | Chiasso       | Suisse    | Gustavo Enrique Torregiani | Argentine   |
| 12e     | 1990  | Brescia       | Italie    | Gustavo Enrique Torregiani | Argentine   |
| 13e     | 1992  | Arezzo        | Italie    | Giampiero Rosanna          | Italie      |
| 14e     | 1993  | Bolivar       | Argentine | Fabio Cavazzana            | Italie      |
| 15e     | 1995  | Fiuggi        | Italie    | Gustavo Adrian Zito        | Italie      |
| 16e     | 1998  | Ferrare       | Italie    | David Martinelli           | Italie      |
| 17e     | 1999  | Necochea      | Argentine | Gustavo Adrian Zito        | Italie      |
| 18e     | 2003  | Legnano       | Italie    | Crocefisso Maggio          | Italie      |
| 19e     | 2006  | Siviglia      | Espagne   | Michelangelo Aniello       | Italie      |
| 20e     | 2008  | Sarteano      | Italie    | Andrea Quarta              | Italie      |
| 21e     | 2009  | Villa Maria   | Argentine | Gustavo EnriqueTorregiani  | Argentine   |
| 22e     | 2015  | Milan         | Italie    | Matteo Gualemi             | Italie      |